# Epicopterus choreiformis
Epicopterus choreiformis är en stekelart som beskrevs av John Obadiah Westwood 1833. Epicopterus choreiformis ingår i släktet Epicopterus och familjen puppglanssteklar. Arten är reproducerande i Sverige. Inga underarter finns listade i Catalogue of Life.